# HMS Amazon (F169)
La HMS Amazon (F169) fue una fragata clase Amazon de la Marina Real británica.

## Construcción y características
La fragata Amazon fue puesta en grada el 6 de noviembre de 1969 en el astillero Vosper Thornycroft Ltd. de Southampton y fue botada el 26 de abril de 1971. Fue finalmente asignada a la Marina Real el 11 de mayo de 1974.

## Historia de servicio
En 1977, mientras navegaba en el Extremo Oriente, sufrió un incendio que llamó la atención sobre la construcción de buques de con superestructura de aluminio.
En agosto de 1982, la fragata Amazon arribó al Atlántico Sur, habiendo finalizado la guerra de las Malvinas, donde el Reino Unido derrotó a la Argentina. A fines del año partió nuevamente a Gran Bretaña.
La Marina Real retiró a la Amazon en 1993 y la vendió a Pakistán, que la bautizó como PNS Babur.